# Дубоший, Николай Наумович
Николай Наумович Дубоший (27 апреля 1920, с. Яготин — 13 февраля 2007, с. Яготин) — разведчик миномётной батареи 841-го стрелкового полка 237-й стрелковой дивизии, заряжающий 120-мм миномета, полный кавалер Ордена Славы.

## Биография
Николай Наумович Дубоший родился в крестьянской семье 27 апреля 1920 в селе Яготин. После окончания семи классов, устроился работать в колхоз трактористом.
В Красную Армию призван в апреле 1940 года. В начале Великой Отечественной войны попал на Западный фронт, где участвовал в битве за Москву, где в октябре 1940 года был тяжело ранен и восстанавливался до 1943 года.
За доблесное выполнение боевых задач, точное указание вражеских целей и неоднократный риск жизнью награждён Медалью «За отвагу»
С октября 1943 года попал в миномётную батарею 841-го стрелкового полка 237-й стрелковой дивизии. За разведданные добытые в ноябре 1944 года близ г.Солина, которые позволили уничтожить три пулемётные точки и взвод врага, был удостоен Ордена Славы III степени.
Орденом Славы II степени награждён за умелые действия по наведению миномёта, которым 29 марта 1945 года близ г. Прухна были отражены три вражеские контратаки и уничтожены две пулемётные точки, а 25 апреля во время боёв за переправу на р. Одер были уничтожены 15 вражеских солдат.
Орденом Славы I степени перенаграждён за боевые действия близ г. Оршава, где 20 декабря 1944 года разведданные Николая Наумовича позволили уничтожить три огневые точки противника.
После демобилизации завершил обучение в школе и стал школьным учителем в г. Яготин.